# Christophe Ballif
Christophe Ballif (* 7. Dezember 1969 in Le Sentier, heimatberechtigt in Lucens) ist ein Schweizer Physiker und Hochschullehrer.

## Leben und Wirken
Christophe Ballif besuchte von 1985 bis 1988 das kantonale Gymnasium der Sektion X in Lausanne. Anschliessend studierte er Physik an der École polytechnique fédérale de Lausanne (EPFL) von 1989 bis 1994. Das Diplom als Ingenieur Physicien der EPFL erhielt er 1994. Von 1994 bis 1998 war Ballif Assistent am Institut für Angewandte Physik der EPFL. Seine Doktorarbeit mit dem Titel Propriétés électriques et optiques de couches minces de WS2 et MoS2 en vue d’applications photovoltaïques wurde von Francis Lévy betreut und 1998 angenommen. Es folgten Forschungsarbeiten am National Renewable Energy Laboratory in Golden (Colorado) und am Fraunhofer-Institut für Solare Energiesysteme in Gelsenkirchen, wo Ballif Halbleiter-Solarzellen untersuchte.
Diese Arbeiten konnte er nach der Wahl zum Ordentlichen Professor an der Universität Neuenburg ab 2004 fortsetzen. Dort wurde er Nachfolger von Arvind Shah, welcher 1985 das Photovoltaiklaboratorium als Teil des Institute of Microtechnology (IMT) in Neuenburg gegründet hatte. Nach Absprachen zwischen der Universität Neuenburg und der EPFL wurden die Aktivitäten von Ballif und weiterer Teams des Instituts für Mikrotechnologie (IMT) 2009 neu der EPFL angegliedert, wobei dafür der Standort Neuenburg beibehalten wurde. Seither ist Ballif Professor für Photovoltaik und Dünnfilmelektronik der EPFL und seit 2013 Direktor des CSEM-Photovoltaikzentrum, wo der Technologietransfer und die Industrialisierung im Bereich der Solarenergie im Vordergrund stehen.

## Veröffentlichungen
- Ballif ist Autor oder Koautor von über 700 Beiträgen in wissenschaftlichen Publikationen und Erfinder einiger Patente.
- Christophe Ballif. researchgate.net, abgerufen am 3. August 2021
- Introduction. In: Thin-Film Silicon Solar Cells. Arvind Shah (Hrsg.), S. 1–16, EPFL Press, 2010, (englisch). ISBN 978-2-940222-36-0
- Introduction. In: Solar Cells and Modules. Arvind Shah (Hrsg.), S. 1–15, Springer, 2020, (englisch). ISBN 978-3-030-46487-5

## Mitgliedschaften
- Schweizerische Akademie der Technischen Wissenschaften (SATW)[4]
- Wissenschaftsrat der Association of Energy Engineers in der Schweiz
- Verwaltungsrat des EPFL Energiezentrums[3]

## Auszeichnungen
- Ballif wurde 2016 mit dem Becquerel-Preis seine Arbeiten auf dem Gebiet der Solarzellen, insbesondere der Solarzellen mit Heteroschnittstellen, ausgezeichnet. Dieser Preis der Europäischen Kommission wird jährlich einer Persönlichkeit verliehen, die sich über längere Zeit um die Photovoltaik verdient gemacht.[5]